# Nigel Clough
Nigel Howard Clough, född 19 mars 1966 i Sunderland, är engelsk fotbollsspelare och manager. Clough har en karriär som spelare i ett antal mycket kända engelska fotbollsklubbar, bl.a. Nottingham Forest, Liverpool och Manchester City. Clough har också 14 landskamper för England.
Hans karriär i Nottingham Forest var den mest framgångsrika, där han också tränades av sin far Brian Clough. Han spelade 403 matcher för Nottingham under två perioder och blev under sin tid där den näst bäste målskytten i klubbens historia med sina 130 mål.
När Forest blev relegerade ur Premier League 1992/93, efter 16 år i den högsta serien, såldes Clough till Liverpool, där han dock fick svårt att ta en ordinarie plats. Han såldes därefter till Manchester City för att sedan gå till amatörlaget Burton Albion i en roll som spelande manager.
I januari 2009 blev Clough utnämnd till manager i Derby County. Han kom därmed att ta över den klubb hans far en gång tog till ligaseger 1972.